# Dia Mundial de Conscientização da Violência contra a Pessoa Idosa
O Dia Mundial de Conscientização da Violência contra a Pessoa Idosa, a ser observado em 15 de junho de cada ano, foi instituído em 2006 pela Organização das Nações Unidas (ONU) e pela Rede Internacional de Prevenção à Violência à Pessoa Idosa.
O objetivo da data, segundo a Secretaria Especial dos Direitos Humanos da Presidência da República do Brasil, é "criar uma consciência mundial, social e política, da existência da violência contra a pessoa idosa, além de, ao mesmo tempo, disseminar a ideia de não aceitá-la como normal."